# Hans Hofmann
Pour les articles homonymes, voir Hofmann.
Ne doit pas être confondu avec Hans Hoffmann ou Hans Hoffmann (SS).
Hans Hofmann (21 mars 1880 à Weißenburg en Bavière – 17 février 1966 à New York) est un peintre allemand. 

## Biographie
En 1904, il vient à Paris et pendant dix ans se nourrit de l'art moderne européen en se liant avec les principaux artistes d'avant-garde des mouvements fauves et cubistes. En 1915, il ouvre une école d'art à Munich et jusqu'en 1936, il se consacrera à l'enseignement, surtout aux États-Unis, notamment aux cours des sessions d'été à l’université de Californie à Berkeley et à l’Art Student League de New York, puis il ouvre sa propre école d'art dans cette même ville.
À partir de 1937, il se remet à peindre et en 1939 Robert De Niro est son élève.
Lee Krasner, Clement Greenberg, Mark Rothko, Anita de Caro, Bill Parker, Nela Arias-Misson et plus tard Milton Resnick sont de ses élèves. Ancien assistant de Robert Delaunay, Hans Hofmann connait très bien la scène parisienne des années 1930 en particulier les autres assistants de Delaunay restés à Paris pendant la guerre. Il synthétise la peinture française par la théorie du "Push and Pull". En 1958 il cesse d'enseigner pour se consacrer à la peinture jusqu'à sa mort en 1966.
Il a eu de l'influence sur le développement de l'expressionnisme abstrait (Jacques Busse et Jean-Pierre Delarge vont même plus loin en le considérant comme "son véritable inspirateur" pour le premier, "son initiateur" pour le second), bien qu'il se soit appuyé sur le formalisme cubiste. Il a introduit la troisième dimension dans ses tableaux en les transformant en champs de forces dynamiques.
Hofmann pensait que l'acte de peindre comportait des significations psychologiques. Dans son cas, l'opulence de la couleur et du surfaçage étaient des signes d'une personnalité hédoniste. Il se distingue de la peinture pessimiste des expressionnistes abstraits de son époque par l'expression de sa joie de vivre.

## Technique particulière: le Push and Pull
Pratique et théorie empirique de la couleur développée aux États-Unis par Hans Hofmann à partir des théories postimpressionnistes et cubistes. Les couleurs associées sont vues comme se repoussant ou s'attirant. Le plan coloré fonctionne alors comme une porte battante dans le plan du tableau   Push /pousser ou Pull/tirer.